# Élection présidentielle malienne de 1997
Une élection présidentielle a lieu au Mali en 1997. Inscrites dans un processus électoral incluant les élections législatives et les élections communales, elle se déroule dans un climat tendu entre l’opposition et le pouvoir, le premier tour des élections législatives du 13 avril 1997 ayant été annulé par la Cour constitutionnelle pour graves irrégularités. Malgré la demande de l’opposition, le processus électoral se poursuit avec la tenue de l’élection présidentielle le 11 mai 1997. Les principaux candidats de l’opposition retirent leur candidature et le président sortant Alpha Oumar Konaré est réélu dès le premier tour avec plus de 95 % des voix face à Mamadou Maribatrou Diaby.

## Contextes
Ces élections font partie d’un processus électorale qui voit se succéder les élections législatives, l’élection présidentielle et les élections communales. Elles se déroulent cinq après les premières élections multipartites de 1992, organisées par le Comité de transition pour le salut du peuple (CTSP) en janvier 1992 pour les Élections municipales, mars 1992 pour les législatives et avril 1992 pour la présidentielle. L’Alliance pour la démocratie au Mali-Parti africain pour la solidarité et la justice (Adéma-Pasj) avaient remporté ces élections et son chef, Alpha Oumar Konaré était devenu le premier président de la 3e république.
Mais le président et ses gouvernements successifs sont confrontés à d’importantes difficultés : résurgence du problème touareg, crise économique et social avec la dévaluation de 40 % du francs CFA, scission du parti majoritaire avec la fondation du Mouvement pour l'indépendance, la renaissance et l'intégration africaine en 1994.
Le 4 février 1994 Ibrahim Boubacar Keïta est nommé Premier ministre

### Un nouveau code électoral
Quelques mois avant les élections, le gouvernement malien procède à une révision du code électoral. Un projet de loi est présenté à l’Assemblée nationale et adopté uniquement par les députés de la majorité. La Cour constitutionnelle, saisie par des députés de l’opposition, censure le 25 octobre 1996 certains aspects, notamment :
- le monopole de présentation des candidatures par les partis politiques
- la composition de la Commission électorale nationale indépendante
- un mode de scrutin différencié selon l’importance de la population des circonscriptions électorales[3],[4].

Un nouveau projet est élaboré en concertation avec différents partis de la majorité et de l’opposition et est adopté par l’Assemblée nationale le 14 janvier 1997.
Ce nouveau code électoral maintient le mode de scrutin de liste majoritaire à deux tours par circonscription électorale, autorise les candidatures indépendantes et institue une Commission électorale nationale indépendante (CENI).
La CENI est composée de 30 membres :
- 7 représentants des partis de la majorité
- 7 des partis des partis de l’opposition
- 8 représentants de la société civile
- 8 représentants de l’administration territoriale

Elle a comme mission la préparation et l’organisation des élections et notamment l’établissement de la liste électorale, l’organisation matérielle du vote, l’impression et la répartition dans les bureaux de vote du matériel électoral (bulletins de vote et enveloppes).

### Annulation des législatives
Le premier tour des élections législatives, qui ouvre le processus électoral, se tiennent le 13 avril 1997. Elles se déroulent dans la confusion avec notamment l’absence d’une liste électorale faible. L’opposition, qui se regroupe dans le Collectif de l’opposition (Coppo) demande l’annulation du scrutin, la démission du gouvernement, la dissolution de la CENI et la suspension du processus électoral.
Le 25 avril 1997, la Cour constitutionnelle annule le scrutin du 13 avril pour graves irrégularités. Des nouvelles élections législatives sont programmées pour le mois de juillet et le processus électoral se poursuit.

## L'élection présidentielle

### Mode de scrutin
La Constitution malienne de 1992 prévoit que Le Président de la République est élu pour cinq ans au suffrage universel direct et au scrutin majoritaire à deux tours. Il n'est rééligible qu'une seule fois. Tout candidat aux fonctions de Président de la République doit être de nationalité malienne d'origine et jouir de tous ses droits civiques et politiques.

### Les candidats
Dans un premier temps, dix candidats se sont présentés :
- Alpha Oumar Konaré, président sortant, Alliance pour la démocratie au Mali-Parti africain pour la solidarité et la justice (Adéma-PASJ)
- Idrissa Traoré, avocat, ancien ministre de la Justice, président du Parti pour la démocratie et le progrès (PDP)
- Seydou Badian Kouyaté, médecin, ancien ministre de l’Économie de Modibo Keïta, candidat de l’Union soudanaise-Rassemblement démocratique africain (US-RDA)
- Abdoul Wahab Berthé, avocat, président du Parti malien pour le développement et le renouveau (PMDR)
- Choguel Kokalla Maïga, ingénieur, président du Mouvement patriotique pour le renouveau (MPR)
- Mountaga Tall, avocat, président du Congrès national d'initiative démocratique (CNID)
- Almamy Sylla, économiste, ancien fonctionnaire du Programme des Nations unies pour le développement (PNUD), Président du Rassemblement pour la démocratie et le progrès (RDP)
- Mamadou Lamine Traoré, professeur de philosophie, ancien ministre d’État chargé de l’Administration territoriale et de la Sécurité, secrétaire national du Mouvement pour l'indépendance, la renaissance et l'intégration africaine (MIRIA),
- Mamadou Maribatrou Diaby, commerçant, président du Parti pour l'unité, la démocratie et le progrès (PUDP).
- Soumana Sako, ancien Premier ministre de la transition, responsable de la Convention parti du peuple (COPP)

Après le premier tour contesté des élections législatives du 13 avril 1997, l’opposition a décidé de retirer ses représentants au sein de la CENI pour protester contre la mauvaise organisation et réclame la suspension du processus électoral. Les neuf candidats déclarés pour l’élection présidentielle ont retiré leur candidature, laissant seul le président sortant. Cependant, Mamadou Maribatrou Diaby est revenu sur sa décision et devient l’unique adversaire d’Alpha Oumar Konaré.

### L'avant scrutin
L’opposition n’a cessé de demander la suspension su processus électoral jusqu’à la réunion des conditions nécessaires pour la tenue d’élections régulières, transparentes et crédibles.
Trois représentants des associations de défense des droits de l'homme au sein de la CENI, Mamadou Danté, Seydou Coulibaly et Djeneba Diop Sidibé demandent dans une lettre ouverte adressée au président Alpha Oumar Konaré le report d’un an de l’élection présidentielle et la formation d'un gouvernement de transition composé de personnalités de la majorité et de l’opposition et de représentants de l'armée.
Le gouvernement et le parti du président, l’Adéma-Pasj souhaitent eux le maintien de l’élection.
Le 25 avril 1997, le gouvernement a publié un arrêté repoussant les dates de l’élection, initialement prévue les 4 et 18 mai 2007 au 11 et 25 mai 2007.
Le 29 avril 1997 et le  5 mai 1997, l’opposition déposent des requêtes en annulation auprès de la Cour constitutionnelle mais celle-ci les juge non recevables le 8 mai 1997, et maintien la date du premier tour au  11 mai 1997,.

## Le scrutin
Malgré la demande des candidats de l’opposition qui se sont retirés, les bulletins en leur nom étaient présents dans les bureaux de vote.
Les observateurs de la mission de l’Organisation internationale de la francophonie déclarent dans leur rapport que « des progrès importants et significatifs ont été enregistrés lors de ces élections présidentielles, par rapport aux élections législatives du 13 avril 1997. Une nette amélioration a été constatée au niveau de l’organisation matérielle du scrutin et au
niveau du fonctionnement des bureaux de vote. Les opérations électorales se sont déroulées dans le respect des règles légales et des principes relatifs à la régularité du scrutin, malgré certaines imperfections, constatées ici et là ».
Le lendemain du scrutin, le Collectif de l’opposition maintenait sa décision de ne pas reconnaître les résultats du scrutin et espérait son annulation par la Cour constitutionnelle.

### Résultats
La Cour constitutionnelle a annulé les votes en faveur des huit candidats de l'opposition qui s'étaient retirés et elle a proclamé les résultats définitifs :
| Candidats              | Candidats                | Partis                 | Votes     | %     |
| ---------------------- | ------------------------ | ---------------------- | --------- | ----- |
|                        | Alpha Oumar Konaré       | Adéma-PASJ             | 1 056 619 | 95,90 |
|                        | Mamadou Maribatrou Diaby | PUDP                   | 45 160    | 4,10  |
|                        |                          |                        |           |       |
| Suffrages exprimés     | Suffrages exprimés       | Suffrages exprimés     | 1 101 979 |       |
| Votes blancs et nuls   | Votes blancs et nuls     | Votes blancs et nuls   | 182 750   |       |
| Suffrages annulés      | Suffrages annulés        | Suffrages annulés      | 257 300   |       |
| Total                  | Total                    | Total                  | 1 542 229 | 100   |
| Inscrits/Participation | Inscrits/Participation   | Inscrits/Participation | 5 428 256 | 28,4  |

## Les suites du scrutin
Le 8 juin 1997, le président Alpha Oumar Konaré, est investi pour un second mandat de 5 ans. Une manifestation de l’opposition se déroule à Bamako à proximité du lieu de l’investiture. Les forces de l’ordre dispersent quelques centaines manifestants qui avaient érigé des barricades et brûlé des pneus.
Le processus électoral se poursuit avec les élections législatives qui se tiennent le 20 juillet 1997 et le 3 août 1997, boycotté par une grande partie de l’opposition. Elles se déroulent dans un climat extrêmement tendu où se succèdent manifestations interdites, violences contre les biens (incendie du siège de l’Adéma-Pasj) et les personnes, arrestations des dirigeants de l’opposition. L’Adéma-PASJ obtient la majorité absolue dans la nouvelle assemblée.
Le collectif de l’opposition n’a cessé, les années qui ont suivi l’élection, de contester la réélection d’Alpha Oumar Konaré.